# Panacris lucida
Panacris lucida är en tvåvingeart som beskrevs av Gerstaecker 1857. Panacris lucida ingår i släktet Panacris och familjen vapenflugor. Inga underarter finns listade i Catalogue of Life.